# Leon Battista Alberti
Leon Battista Alberti (Genova, 18. veljače 1404. – Rim, 25. travnja 1472.), talijanski humanist, pjesnik, slikar, kipar, glazbenik, arhitekt, pravnik, matematičar i kriptograf. Alberti je najraniji primjer polihistora, svestranog čovjeka renesanse (homo universale) koji se pokušavao izraziti na raznim poljima, prije Leonarda. 

## Životopis
Rođen je u Genovi kao vanbračni sin firentinskog trgovca. Obrazovao se najprije u humanističkoj školi Gasparina Barzica u Padovi 0d 1414. – 18., a potom za pravnika na Sveučilištu u Bologni, gdje je doktorirao 1428. god. Prema nekim izvorima u mladosti je bio jako fizički sposoban, izrstan jahač i „oduševljavao je svoje profesore izvedbama svojih glazbenih kompozicija” U tom razdoblju nastaju njegova književna djela: „Philodoxus” (oko 1428.), „Amador” (oko 1429.), „Ecatonfilea” (oko 1429.) i „Delphira” (oko 1429. – 34.), koja su ispunjena ljubavlju i vrlinama po uzoru na djela Francesca Petrarce.
God. 1430. otputovao je za Rim, gdje je radio kao nadglednik papinskih transkripata latinskih biografija svetaca i mučenika. Tu je starstveno počeo proučavati ostatke Antike. Polovicom 15. stoljeća angažirao ga je Sigismondo Malatesta, tiranin Riminija, da pretvori crkvu sv. Franje u spominik obitelji Malatesta, danas poznatu kao Tempio Malatestiano. Pregradnja nije nikada dovršena, ali je Alberti hrabro zakoračio prema klasičnoj reinterpretaciji crkvenog pročelja domišljatom adaptacijom starorimskog slavoluka, kakav je npr. Konstantinov slavoluk u Rimu.
Crkvu sv. Andrije u Mantovi započeo je graditi u godini svoje smrti 1472. godine.

## Djela
Arhitekturom se počeo baviti kao četrdesetogodišnjak, a najprije se bavio raspravama o slikarstvu i kiparstvu. Svojim djelima „O slikarstvu” (Della Pittura) i „O graditeljstvu” (De Re Aedificatoria) od 1453. – 85., te o kiparstvu i pespektivi utjecao je na razvitak renesansne umjetnosti. Pisao je latinskom i talijanskom jeziku. Zadužio je književnost na narodnom jeziku raspravama koje označuju preporod talijanske proze.
Alberti je uzeo zbrkani i nejasni latinski tekst Vitruvija „10 knjiga o arhitekturi” (De architectura libri decem), jedinog pisca o starorimskoj arhitekturi čiji je tekst sačuvan, i namjerno je oponašajući napisao vlastitu raspravu iznoseći doktrinu o matematičkom skladu i proporciji u arhitekturi. Za njega je idealna građevina centralnog tipa s antičkom dekoracijom, a zanimljivo je kako je prvi među načela na kojima treba počivati arhitektura uvrstio i odnos s okolišem.
Njegovo prvo značajno arhitektonsko djelo bilo je uređenje pročelja gotičke Nove crkve Sv. Marije (Sta Maria Novella) u Firenci 1458. god. On ga je uredio bojenim mramorom s jasnom podjelom na gornji i donji kat koji su povezani volutama koje skrivaju kontrafore. Ovaj način ukrašavanja je bio inovativan i jako je utjecao na ostale velike firentinske, ali i druge talijanske crkve.
U Riminiju je izradio nacrte za crkvu Sv. Franje (San Francesco), u Firenci palaču Rucellai, a u Mantovi crkvu Sv. Andrije (San Andrea). Uveo je kod tih građevina značajnu novost, a to je račlanjivanje fasada harmoničnim nizom pilastara. Tako je u oblikovanju pročelja simetrične trokatnice palače Rucellai (1446. – 1451.) primijenio sustav antičkih redova (dorski na prizemlju, jonski na prvom i korintski na drugom katu – kao kod Koloseja). No, dok su u antici istaknuti polustupovi, ovdje su oni sasvim plošni i djeluju linearno, poput urezanog crteža na pročelju.
Njegova najpoznatija kasna djela su crkva Sv. Sebastijana (1460.) i crkva Sv. Andrije u Mantovi (1470.). Pročelje crkve San Andrea je uspješna kombinacija rimskih slavoluka i antičkog hrama. Njezinim projektom ustoličio se tlocrt latinskog križa s jednim brodom i pobočnim kapelama, te raskošnim bačvastim svodom, koji je kasnije bio prihvaćen za mnoge crkve. Započeo ju je graditi u godini svoje smrti 1472. godine, a dovršena je završetkom kupole po Albertijevim nacrtima, tek u 18. stoljeću.
Ostala djela:
- „Sastavi koji se čitaju uz večeru”
- „O spokoju duše”
- „O upravljanju kućom”

## Vanjske poveznice
- Albertijeva biografija (engl.)